# Hex-a-hop

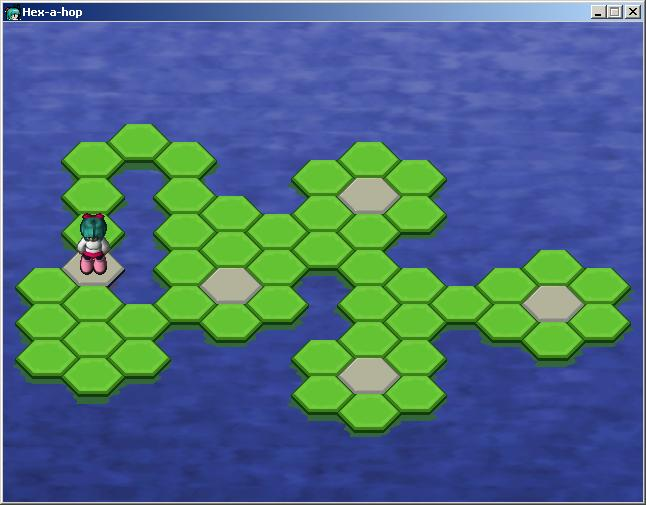

Hex-a-hop是一款开放源代码的益智游戏，可以在运行Windows或者Linux的PC上使用。游戏名称中的hex是英文六边形/六角形的意思，意指一步一步地在不同的六边形上跳的游戏模式。因为本游戏以GPLv2 开放源代码，因而也被移植到多种移动平台，如智能手机和PSP。
2007年原官网关闭，并于1.01版发布后停止开发；但在2009年该项目再度被新开发者接收，并于sourceforge上发布1.10版。

## 游戏玩法
控制一个小姑娘在六边形上跳跃，消除所有不稳定的六边形地块（即绿色地块），最终停留在较稳定地块上，游戏进程中不断介绍各种特殊地块的作用。

## 其他
- 智力游戏
- hex